# Musculus opponens digiti minimi pedis
De musculus opponens digiti minimi pedis is een spier in de voet die de kleine teen beweegt.